# Iglesia de Santa María (Moreda de Álava)
La iglesia de Santa María de Moreda de Álava está situada en la localidad de Moreda de Álava, País Vasco, España. Se trata de la iglesia parroquial de esta localidad. Su origen se remonta al siglo XVI. 
Desde el 3 de septiembre de 2010 está declarada Monumento por parte del Gobierno vasco.

## Historia
La actual iglesia de Santa María de Moreda tiene como antecedente histórico el monasterio de Santa María de Moreda, situado en el mismo emplazamiento. Se trataba de un monasterio benedictino que dependía de Santa María la Real de Nájera. El monasterio aparece por primera vez mencionado en 1193 en una relación de iglesias de las que el obispo de Calahorra no percibía derechos porque se lo impedía el monasterio de Nájera. Con posterioridad el monasterio fue abandonado por los monjes y se convirtió en la iglesia parroquial sobre la que probablemente se construyó la actual iglesia.
La iglesia de Santa María de Moreda presenta una estructura en la que se superponen diversas etapas de construcción del templo. A la primera época se le atribuyen los restos de una iglesia anterior a la actual, probablemente medieval; a la segunda, siglo XVI, la construcción de la nave actual con sus dos tramos abovedados, incluida la portada y el coro iglesia; una tercera fase correspondiente con el remate de la torre; por último a finales del siglo XVII y principios del siglo XVIII, la construcción de la cabecera, el crucero y las pinturas murales. Las modificaciones que se realizan posteriormente no afectan a la fisonomía general del templo.

## Descripción

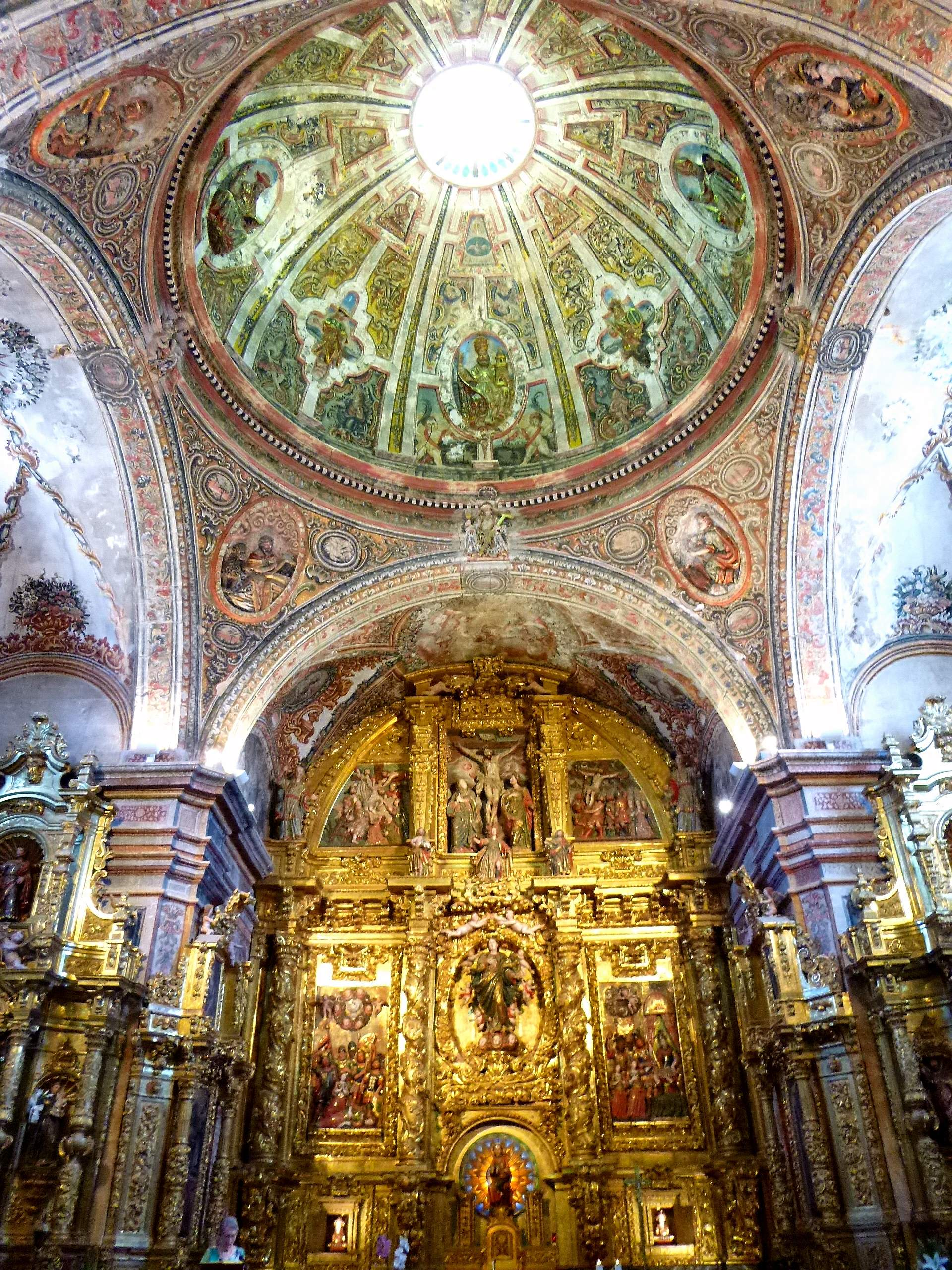
Interior

El templo, de fábrica de sillería, presenta planta de cruz latina con dos tramos de nave, crucero, cabecera y torre anexa situada a los pies de la nave. Se encuentra edificada, posiblemente, sobre los restos de una edificación anterior. En el interior de la nave se levantan los contrafuertes y paredes en arco apuntado donde se ubican ventanales de transición del gótico al renacimiento, recientemente restaurados. A este respecto, se observan algunas ventanas góticas geminadas y con arcos trilobulados. El crucero se remata con una cúpula de media naranja apoyada sobre pechinas y en sus lados con bóvedas de arista y, al igual que la capilla mayor, se encuentra decorado con pinturas.
La torre es de planta cuadrada, de sillería, con dos cuerpos y fue construida, en su mayor parte, con la parte inferior del templo. Su cuerpo superior presenta los arcos de las campanas y es rematada con una cúpula de media naranja.
El acceso a la iglesia se realiza a través de una portada de estilo plateresco de entrado el siglo XVI. Dos grandes columnas estriadas con capitel corintio sostienen el arquitrabe sobre el cual se eleva un frontón triangular con la figura del Padre Eterno rematada con tres jarrones estilizados. Este conjunto presenta un dintel en arco, sobre pilastras, ornamentado con grutescos. El friso corre entre el arquitrabe y el frontón de cabezas de ángeles.
En el interior, se encuentra el coro, sobre un arco escarzado, construido en la segunda fase. Dispone de una bóveda inferior de estrella con trazos curvos y claves lisas. Posteriormente, en 1801 se le añadió la baranda actual de hierro. La Sacristía es de planta rectangular con techo de cúpula oval rebajada.
En el Oeste del templo existe un cuerpo exento de tres arcos de herradura de una posible construcción anterior, perteneciente a una antigua ermita de la zona.